# Meine Fähre 1
Die Meine Fähre 1 ist eine Doppelendfähre der auf der Ostfriesischen Insel Norderney ansässigen Reederei Meine Fähre. Sie verkehrt seit dem 18. September 2024 zwischen Norddeich und Norderney.

## Geschichte
Die Fähre wurde unter der Baunummer 246 auf der niederländischen Werft GS Yard in Waterhuizen gebaut. Die Kiellegung fand am 26. Oktober 2022, der Stapellauf am 1. Mai 2023 statt. Der Entwurf der Fähre stammte vom in Emden ansässigen Unternehmen abh Ingenieur-Technik.
Die Fähre wird von der Reederei Meine Fähre, die von Norderneyer Hoteliersfamilien gegründet wurde und an der als Gesellschafterin auch die auf Norderney ansässige A. und E. Korus-Stiftung beteiligt ist, als Alternative zu dem von der Reederei Norden-Frisia angebotenen Fährverkehr zwischen Norddeich und Norderney eingesetzt. Sie nutzt dabei die in Norddeich im Osten des Hafens und auf Norderney etwas westlich des Hafens vorhandenen Ablauframpen, auf die die schiffsseitig vorhandenen Rampen aufgelegt werden. Ursprünglich sollte der Betrieb bereits im Sommer 2023 aufgenommen werden. Nach Verzögerungen beim Bau wurde Ostern 2024 als Starttermin genannt. Auch dieser Termin konnte ebenso wie die auf Juli 2024 verschobene Aufnahme des Fährverkehrs nicht gehalten werden, da unter anderem noch Zertifikate der Klassifikationsgesellschaft fehlten. Die Probefahrt fand am 12. Juni 2024 auf der Ems von Delfzijl nach Eemshaven statt. Am 5. Juli 2024 wurde das Schiff in Emden getauft. Taufpatin war Stephanie Kohm-Brune, Gesellschafterin der Reederei. Der Fährbetrieb wurde am 18. September 2024 aufgenommen.

## Technische Daten und Ausstattung
Die Fähre wird von zwei Caterpillar-Dieselmotoren des Typs C18 mit jeweils 447 kW Leistung angetrieben. Für die Stromerzeugung stehen zwei von Caterpillar-Dieselmotoren des Typs C7 mit jeweils 118 kW Leistung angetriebene Generatoren zur Verfügung. Weiterhin wurde ein von einem Caterpillar-Dieselmotor des Typs C4.4 mit 82,5 kW Leistung angetriebener Notgenerator verbaut.
Die Fähre verfügt über ein durchlaufendes, größtenteils offenes Fahrzeugdeck mit drei Fahrspuren. An beiden Enden der Fähre befinden sich herunterklappbare Rampen. Auf dem Fahrzeugdeck stehen 126 Spurmeter zur Verfügung. Das Fahrzeugdeck ist im mittleren Bereich von den Decksaufbauten überbaut. Die nutzbare Durchfahrtshöhe beträgt 4,5 m. In den Decksaufbauten befindet sich ein Aufenthaltsraum für die Passagiere sowie ein offener Decksbereich. Auf die Decksaufbauten ist das Steuerhaus aufgesetzt.
Die Fähre ist mit zwei Ankerpfählen ausgerüstet, um sie bei Strömung an den Laderampen stabilisieren zu können.